# Verytex
Verytex (ヴェリテックス) est un jeu vidéo de type shoot them up développé par ISCO et édité par Asmik, sorti en 1991 sur Mega Drive.

## Système de jeu
Verytex est un shoot them up à scrolling vertical.